# Aleksandr Rymanov
Aleksandr Anatolevich Rymanov (em russo:  Александр Анатольевич Рыманов; Moscou, 25 de agosto de 1959) é um ex-handebolista russo, campeão olímpico.
Aleksandr Rymanov ele jogou seis partidas com 18 gols.